# 蘇原清住町
蘇原清住町（そはらきよずみちょう）は、岐阜県各務原市の地名。現行行政町名は蘇原清住町一丁目から蘇原清住町六丁目。
地名は飛鳥田神社があることから、「清らかに神社がある地に住む」という意味が込められている。

## 地理
各務原市の蘇原地区に属する。町域の東部は蘇原持田町、蘇原東門町、西部は蘇原北山町、蘇原飛鳥町、蘇原外山町、南部は蘇原東門町、蘇原外山町、北部は蘇原北山町、蘇原飛鳥町に接する。
六丁目は森林であり、統計上は人は住んでいない。

## 歴史
外山の北側の丘陵を開発して住宅団地とする計画が立てられ、持田団地として造成開始。後に各務原住宅団地に改称され、1973年（昭和48年）、16.8ha、計画戸数553戸の造成が完了。1978年（昭和53年）12月30日に蘇原持田町の一部、蘇原飛鳥町の一部、蘇原古市場町の一部をもって蘇原清住町を設置する。

## 世帯数と人口
2024年（令和6年）10月1日現在の世帯数と人口は以下の通りである。尚、六丁目は森林であり、統計上は人は住んでいない。
| 丁目             | 世帯数  | 人口    |
| ---------------- | ------- | ------- |
| 蘇原清住町一丁目 | 93世帯  | 200人   |
| 蘇原清住町二丁目 | 123世帯 | 287人   |
| 蘇原清住町三丁目 | 96世帯  | 218人   |
| 蘇原清住町四丁目 | 121世帯 | 246人   |
| 蘇原清住町五丁目 | 125世帯 | 262人   |
| 計               | 558世帯 | 1,213人 |

## 小・中学校の学区
市立小・中学校に通う場合、学区は以下の通りとなる。
| 番・番地等 | 小学校                   | 中学校               |
| ---------- | ------------------------ | -------------------- |
| 全域       | 各務原市立蘇原第一小学校 | 各務原市立蘇原中学校 |

## 交通
- 各務原市ふれあいバス蘇原線
- 岐阜バス倉知線

## 主な施設
- 飛鳥田神社
- 清住町公民館
- 清住町第2公園
- 清住町第3公園
- 清住町第4公園
- 清住町第5東公園
- 清住町第5西公園